# エジプト証券取引所
エジプト証券取引所（エジプトしょうけんとりひきじょ、アラビア語エジプト方言:  البورصة المصرية）は、エジプトの証券取引所。カイロとアレクサンドリアに、同一名称、同一の取締役会が運営し、取引・決済を共有する取引所が2つ存在する。現在の会頭は、モハメッド・ファリード。略称はEGX。ユーロアジア証券取引所連合会員。
前身のアレクサンドリア証券取引所は、世界でも有数の歴史を持つ証券取引所の一つであり、アフリカ諸国の証券取引所では、JSEに次ぐ上場企業数を有している。1903年にカイロ証券取引所が発足し、両取引所の合併により、カイロ＆アレキサンドリア証券取引所が発足、その後、エジプト証券取引所に改称している。
2008年に中小企業向け市場であるNilex（Nile Stock Exchange）が新設されている。
取引所で行われる売買にはキャピタルゲイン税は課税されない。また、上場企業から株主に分配される配当に対する課税もない。しかし、2013年に企業の合併・買収に対して10%のキャピタルゲイン税が課税されるようになり、配当に対しても同様に課税されることが検討されている。
2011年のエジプト革命が勃発すると、エジプト証券取引所の代表的な株価指数であるEGX 30は、1月25日に6.25%急落した。1月27日に週間で直近最高値から16%の下落幅を記録した1月27日には、取引所の休止を発表。8週間の休業の後、3月23日に取引を再開したが、直後に8.9%の下落を記録した。
2011年6月、国外に流出した投資資金を呼び戻すため、EGX 30に連動する上場投資信託（ETF）を上場させた。

## 脚註
1. 1 2 3  “Market Summary”. 2020年2月20日閲覧。
2. ↑  “Egyptian Exchange (EGX) Overview | TradingHours.com” (英語). www.tradinghours.com. 2020年2月20日閲覧。
3. 1 2  アフリカにおける広域証券取引所構想と課題野村資本市場研究所 林宏美 (PDF)
4. ↑   木村昭二 (2012年9月7日). “［木村昭二のどんとこい！フロンティア投資］暑いぜ砂漠、熱いぜエジプト経済！個人投資家は投資不適格の今こそ注目だ”.   ZAI ONLINE. 2021年8月6日閲覧。
5. ↑  “Tax imposed on EGX” 2013年12月13日閲覧。
6. ↑  “capital gain tax policy” 2011年5月23日閲覧。
7. ↑  Egypt stock market tumbles over 6 pct on protests, Yahoo News.
8. ↑  Egyptian stock exchange falls 6.25% in 15 minutes, Jpost.
9. ↑  Egyptian Market's Reopening. Wall Street Journal. March 24, 2011.
10. ↑  “エジプト証取にETF上場　来月初めて、個人呼び込む”. (2011年5月23日) 2011年5月23日閲覧。